# Lauroylchlorid
Lauroylchlorid, auch Dodecansäurechlorid genannt, ist eine chemische Verbindung aus der Gruppe der Carbonsäurechloride.

## Synthese
Lauroylchlorid kann durch Umsetzung von Laurinsäure mit Thionylchlorid und anschließender Destillation zur Trennung der Produkte hergestellt werden.

## Verwendung
Lauroylchlorid kann zu Peroxiden wie Dilauroylperoxid weiterverarbeitet werden, welche als Polymerisationskatalysatoren verwendet werden. Es kann auch zur Herstellung spezieller Kunststoffe verwendet werden, zum Beispiel zur Herstellung von Bioplastik aus Cellulose durch Veresterung mit Lauroylchlorid.